# Кім Жуньєн
Жоакі́м Жуньє́н Казано́ва (кат. Joaquim Junyent Casanova; нар. 25 березня 2007) — іспанський футболіст, півзахисник клубу «Барселона Б».

## Клубна кар'єра
Виступав за юнацьку команду «Хімнастік Манреска», звідки 2016 року перейшов до академії «Барселони». 25 серпня 2024 року дебютував за резервну команду в матчі Прімери Федерасьйон проти клубу «Реал Уніон».
В сезоні 2024–25 з молодіжною командою «Барселони» (до 19 років) став переможцем Юнацької ліги УЄФА.

## Кар'єра в збірній
Виступав за збірні Іспанії до 15, до 16, до 17, до 18 і до 19 років. В листопаді 2023 року включений в заявку збірної до 17 років на юнацький чемпіонат світу в Індонезії. На турнірі провів 5 матчів, відзначившись по голу проти збірних Канади та Японії, а його команда дійшла до чвертьфіналу, де поступились німцям. В травні 2024 року виступав на юнацькому чемпіонаті Європи, що проходив на Кіпрі. На турнірі зіграв три поєдинки (усі — як капітан), а його команда посіла останнє місце в своїй групі.
В червні 2025 року потрапив в заявку збірної до 19 років на юнацький чемпіонат Європи в Румунії. На турнірі провів п'ять матчів, відзначившись хет-триком проти збірної Чорногорії (він став для нього першим в складі збірної), а його команда дійшла до фіналу, де поступилась нідерландцям.

## Статистика виступів
Станом на 25 серпня 2024 
| Клуб              | Сезон             | Чемпіонат           | Чемпіонат | Чемпіонат | Кубок | Кубок | Єврокубки | Єврокубки | Інші  | Інші | Всього | Всього |
| Клуб              | Сезон             | Дивізіон            | Матчі     | Голи      | Матчі | Голи  | Матчі     | Голи      | Матчі | Голи | Матчі  | Голи   |
| ----------------- | ----------------- | ------------------- | --------- | --------- | ----- | ----- | --------- | --------- | ----- | ---- | ------ | ------ |
| Барселона Б       | 2024–25           | Прімера Федерасьйон | 1         | 0         | —     | —     | —         | —         | —     | —    | 1      | 0      |
| Всього за кар'єру | Всього за кар'єру | Всього за кар'єру   | 1         | 0         | 0     | 0     | 0         | 0         | 0     | 0    | 1      | 0      |

## Досягнення
«Барселона» (мол.)
- Переможець Юнацької ліги УЄФА: 2024–25[23]